# Josef Eckert (Ministerialbeamter)
Josef Eckert (* 31. Oktober 1889 in München; † 28. Juni 1970 in Oberau) war ein deutscher Ministerialbeamter und juristischer Autor.

## Leben und Tätigkeit
Nach dem Schulabschluss wurde Josef Eckert 1906 Verwaltungsbeamter und zuletzt 1914 Sekretär bei der Bayerischen Baugewerks-Berufsgenossenschaft. Als der Erste Weltkrieg vorüber war, trat Josef Eckert als Hilfsreferent im Oktober 1920 auf der Basis eines privaten Dienstvertrages in den Dienst im Reichsarbeitsministerium. Am Heiligabend 1921 wurde er als Referent in das Beamtenverhältnis übernommen und stieg bis 1941 zum Ministerialrat auf. Mit dem Ende des Zweiten Weltkrieges endete 1945 auch sein Beamtenverhältnis. So war er von 1947 bis 1949 zunächst ehrenamtlich für das Bayerische Arbeitsministerium in München tätig. Daraufhin wurde er 1949 in das Beamtenverhältnis im Bundesministerium für Arbeit und Sozialordnung übernommen, wo er Leiter der Abteilung Sozialversicherung und Kriegsopferversorgung wurde. Bereits im folgenden Jahr wurde er zum Ministerialdirektor befördert. Mit Erreichen der Altersgrenze von 65 Jahren ging Josef Eckert 1954 in den Ruhestand.

## Schriften (Auswahl)
- (mit Hans Engel): Die Reichsversicherungsgesetze in jeweils neuestem Stande. Mit allen Durchführungsverordnungen und -bestimmungen, Anmerkungen u. Verweisungen. C. H. Beck, München und Rechts- u. Wirtschaftsverlag, Berlin/München 1935.
- Rechte und Pflichten des Beiratmitgliedes [in der Reichsversicherung]. Rechts- u. Wirtschaftsverlag, München o. J. [1936].
- Zur Neugestaltung der deutschen Sozialversicherung. Rechts- u. Wirtschaftsverlag, München 1946.
- Zur Neugestaltung der deutschen Sozialversicherung. 2., erw. Aufl., Rechts- u. Wirtschaftsverlag, München (Schliersee) 1947.